# Links 2 3 4
Links 2 3 4 ist ein Lied der deutschen Neue-Deutsche-Härte-Band Rammstein. Es wurde von Rammstein geschrieben und von Jacob Hellner gemeinsam mit der Band produziert. Der Song ist die zweite Singleauskopplung ihres dritten Studioalbums Mutter und wurde am 14. Mai 2001 veröffentlicht.

## Inhalt
Links 2 3 4 ist eine Reaktion Rammsteins auf die andauernden Vorwürfe rechter Gesinnung, welche die Band dementiert. Der Titel selbst ist abgeleitet von der deutschen Taktzählung beim Marsch.
Am Anfang des Liedes sind Marschiergeräusche von Soldaten zu hören, der Rhythmus ist energisch und treibend. Der Liedtext selbst ist gefüllt mit Metaphern über das Herz, die dabei hinterfragt werden und beginnt mit den Zeilen:

„Kann man Herzen brechen?

Können Herzen sprechen?

Kann man Herzen quälen?

Kann man Herzen stehlen?“

Der Refrain nimmt dann selbst Bezug auf die Vorwürfe:

„Sie woll’n mein Herz am rechten Fleck

Doch seh’ ich dann nach unten weg

Da schlägt es links

Links, zwo, drei, vier“

Paul Landers erklärte zum Lied:

„Wir sehen die Welt anders als in links und rechts aufgeteilt. Aber für diesen Song bedienen wir uns der schlichten Schwarzweißmetaphern, die Journalisten scheinbar wichtig finden, um uns zu erklären.“

## Musikvideo
Das Musikvideo zu Links 2 3 4 wurde von Zoran Bihać gedreht, feierte am 18. Mai 2001 Premiere und ist eine Mischung real gedrehter und mit Hilfe von CGI animierter Szenen.
Es zeigt eine Ameisenstadt, die durch Gemeinsamkeit und Solidarität geprägt ist. Sie wird während eines Rammstein-Konzerts von großen Käfern angegriffen. Anschließend organisieren sich die Ameisen und holen nach dem Einschwören durch den Ameisenführer zum Gegenangriff gegen die Käfer aus und besiegen diese am Ende. In dem Video bilden die Ameisen als Kampfformation einmal das Rammstein-typische „+“-Zeichen.

## Single

### Covergestaltung
Das Singlecover zeigt das Gesicht des Rammstein-Mitglieds Christoph Schneider, der die Augen geschlossen und den Mund geöffnet hat. Links oben im Bild befinden sich das Rammstein-Logo sowie die Schriftzüge Rammstein und Links 2-3-4 in Weiß. Der Hintergrund ist grün gehalten.

### Titelliste
Deutsche Version
1. Links 2 3 4 – 3:36
2. Halleluja – 3:45
3. Links 2 3 4 (Clawfinger Geradeaus Remix) – 4:28
4. Links 2 3 4 (WestBam Technolectro Mix) – 5:57
5. Links 2 3 4 (WestBam Hard Rock Cafe Bonus Mix) – 3:43

- Die Single erschien auch als 2-Track-CD, nur mit den Songs Links 2 3 4 und Halleluja.

### Chartplatzierungen
Links 2 3 4 stieg am 28. Mai 2001 auf Platz 26 in die deutschen Singlecharts ein und konnte sich neun Wochen in den Top 100 halten. Auch in Österreich und der Schweiz erreichte die Single die Charts und belegte Rang 33 bzw. 65.
| ChartsChartplatzierungen | Höchstplatzierung | Wochen |
| ------------------------ | ----------------- | ------ |
| Deutschland (GfK)        | 26 (9 Wo.)        | 9      |
| Österreich (Ö3)          | 33 (6 Wo.)        | 6      |
| Schweiz (IFPI)           | 65 (3 Wo.)        | 3      |